# Habichau (Naturschutzgebiet)

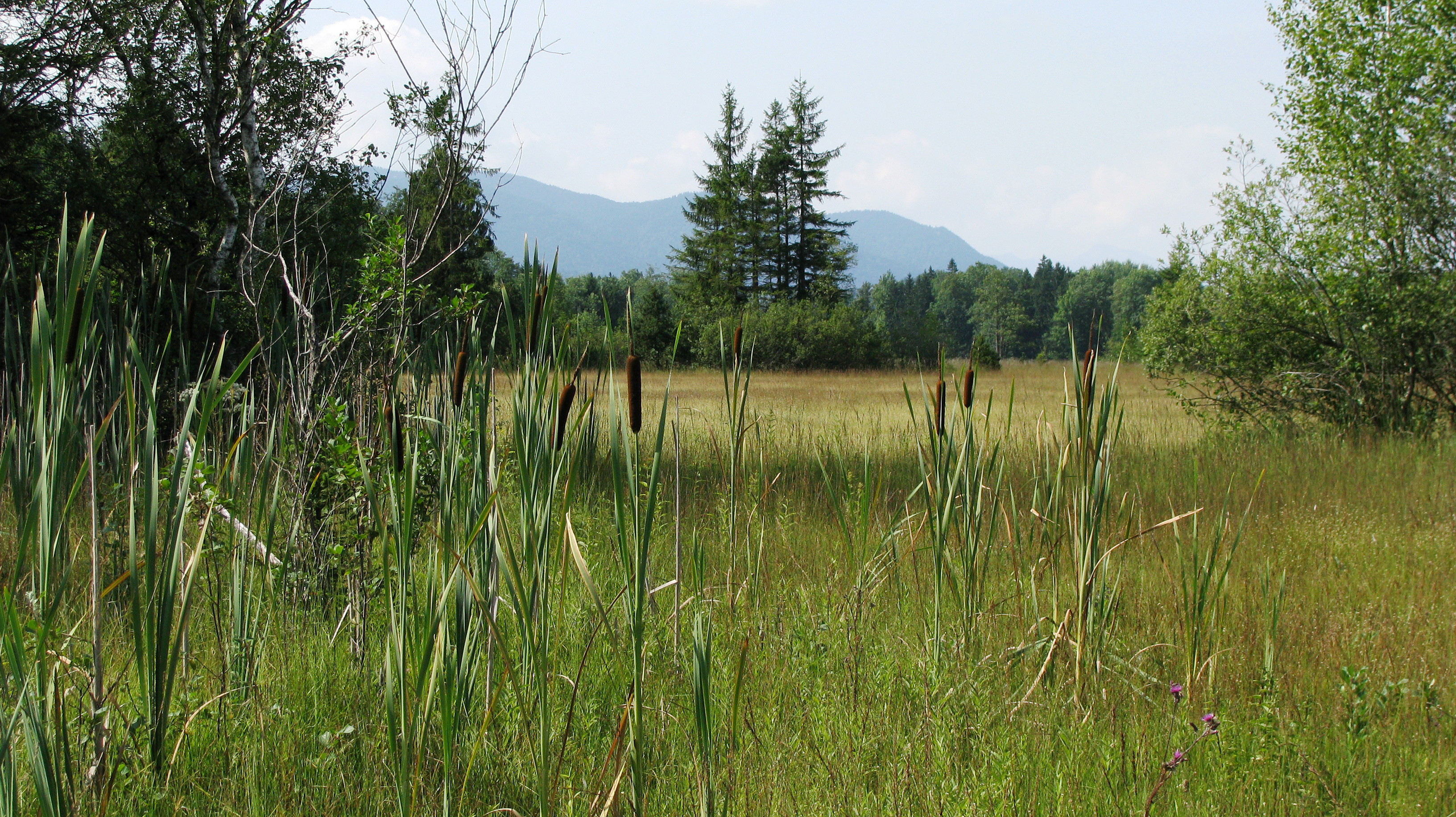
Naturschutzgebiet Habichau (August 2013)

Das Naturschutzgebiet Habichau liegt im Landkreis Bad Tölz-Wolfratshausen in Oberbayern.
Das Gebiet erstreckt sich südwestlich von Habichau, einem Ortsteil der Gemeinde Dietramszell. Westlich verläuft die St 2072 und fließt die Isar, nördlich fließt der Habichauer Bach und östlich verläuft die St 2368. Nordwestlich erstreckt sich das 20,12 ha große Naturschutzgebiet Hechenberger Leite.

## Bedeutung
Das 25,9 ha große Gebiet mit der Nr. NSG-00056.01 wurde im Jahr 1951 unter Naturschutz gestellt.